# جانوس فاركاس
جانوس فاركاس (بالمجرية: Farkas János)‏ هو لاعب كرة قدم مجري في مركز الهجوم، ولد في 1984 في Jászberény ‏ في المجر. لعب مع نادي ميزوكوفيشدي.